# Irundisaua balteata
Irundisaua balteata är en skalbaggsart som först beskrevs av Lane 1972.  Irundisaua balteata ingår i släktet Irundisaua och familjen långhorningar.
Artens utbredningsområde är Guatemala. Inga underarter finns listade i Catalogue of Life.